# صومعه در بلوط‌زار
صومعه در بلوط‌زار نقاشی رنگ روغنی از هنرمند رمانتیک آلمانی، کاسپار داوید فریدریش است. این اثر بین سال‌های ۱۸۰۹ و ۱۸۱۰ در درسدن نقاشی شده و برای نخستین بار همراه با نقاشی راهب کنار دریا در نمایشگاه آکادمی هنرهای پروس در سال ۱۸۱۰ به نمایش درآمد. بنا به درخواست فریدریش، صومعه در بلوط‌زار زیر راهب کنار دریا آویخته شد. این نقاشی یکی از چندین آثار فریدریش است که شامل قبرستان‌ها یا مزارها می‌شود.
پس از نمایشگاه، هر دو نقاشی توسط پادشاه فریدریش ویلهلم سوم برای مجموعهٔ شخصی‌اش خریداری شدند. امروزه این دو اثر کنار هم در نگارخانهٔ ملی کهن در برلین آویخته شده‌اند.

## توصیف
این نقاشی بزرگ نمونه‌ای از روشی است که فریدریش با مهارت نقاشی خود مسائل زندگی انسانی را به تصویر می‌کشد. در این اثر، فریدریش یک صومعهٔ قدیمی را در مرکز نقاشی کرده است. شخصیت‌هایی با تابوت وارد صومعه می‌شوند. هنرمند با نقاشی انسانی که در حال گذر از زندگی است، تلاش می‌کند حس گذر زمان را منتقل کند. حس سرما در اطراف فضا احساس می‌شود. باقی‌مانده‌های صومعه پنجره‌ای شکسته بدون شیشه به جای مانده را نشان می‌دهد. آنچه دیده می‌شود این است که طبیعت همواره باقی است، در حالی که ساخته‌های انسان موقتی‌اند. کاروانی از راهبان، برخی با تابوت، به سمت دروازهٔ کلیسای گوتیک خراب‌شده در مرکز نقاشی حرکت می‌کنند. تنها دو شمع راهشان را روشن می‌کند. قبر تازه حفر شده‌ای در برف در پیش‌زمینه دیده می‌شود که در کنار آن چند صلیب به سختی قابل تشخیص هستند. یک‌سوم پایین تصویر در تاریکی قرار دارد — تنها بلندترین بخش ویرانه‌ها و نوک شاخه‌های درختان بلوط بی‌برگ توسط خورشید غروب روشن شده‌اند. هلال ماه رو به افزایش در آسمان ظاهر شده است.

## روند شکل‌گیری

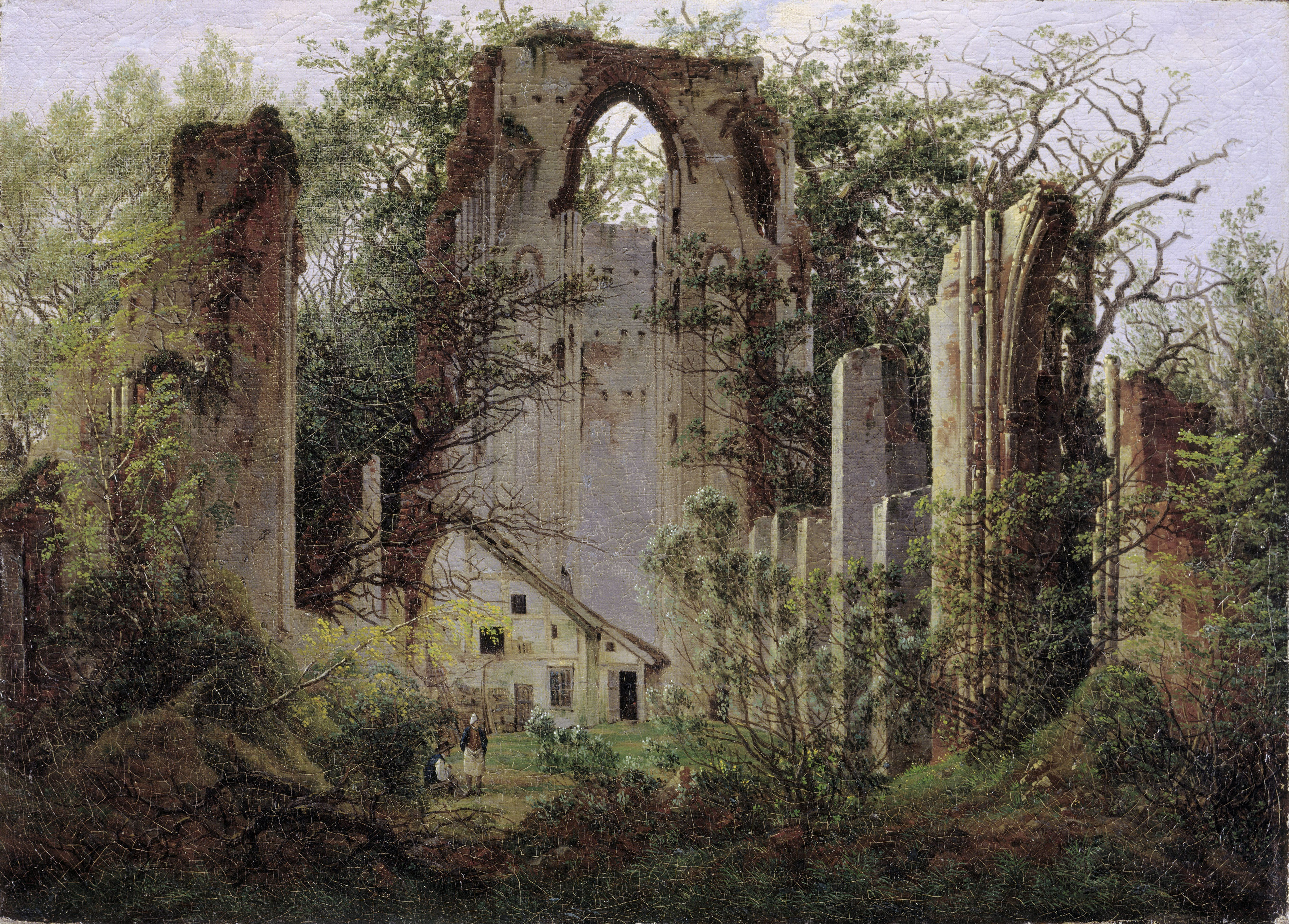
ویرانه‌های صومعه الدنا نزدیک گریفسوالد (۱۸۲۵)، رنگ روغن روی بوم؛ ۳۵ × ۴۹ سانتی‌متر، نگارخانه ملی کهن

این نقاشی در زمانی پدید آمد که فریدریش نخستین موفقیت عمومی و پذیرش انتقادی خود را با اثر جنجالی محراب تچن به دست آورده بود. اگرچه نقاشی‌های فریدریش مناظر طبیعی هستند، او آن‌ها را در استودیو طراحی و نقاشی می‌کرد و با استفاده از طرح‌های آزاد نقاشی فضای باز، عناصر بیانگر برجسته را انتخاب و در ترکیب‌بندی اثرگذار به کار می‌برد. صومعه در بلوط‌زار بر اساس مطالعاتی دربارهٔ ویرانه‌های صومعه الدنا است که در چندین نقاشی دیگر نیز بازمی‌گردند. همان درختان، با تغییراتی اندک، در آثار دیگری نیز دیده می‌شوند.
صومعه الدنا ممکن است برای فریدریش معنای شخصی داشته باشد، زیرا در طول جنگ سی‌ساله توسط نیروهای اشغالگر سوئدی تخریب شده بود و آن‌ها بعدها آجرهای صومعه را برای ساخت استحکامات استفاده کردند. در نقاشی، فریدریش این اقدامات را با استفاده سربازان فرانسوی اشغالگر از کلیساهای گریفسوالد به عنوان باراک‌ها مقایسه می‌کند. بنابراین، مراسم تشییع جنازه نماد «خاک‌سپاری امیدهای آلمان برای رستاخیز» می‌شود.
احتمالاً فریدریش کار روی صومعه در بلوط‌زار را در ژوئن ۱۸۰۹ پس از اقامت در روگن و نویبراندنبورگ آغاز کرد. در ۲۴ سپتامبر ۱۸۱۰، اندکی پیش از نمایشگاه آکادمی برلین، کارل فردریک فرومن وضعیت خورشید در حال غروب و هلال ماه نقاشی تقریباً کامل شده را توصیف کرد.